# Creu de terme de la Gleva
La Creu de terme de la Gleva és una obra de les Masies de Voltregà (Osona) inclosa a l'Inventari del Patrimoni Arquitectònic de Catalunya.

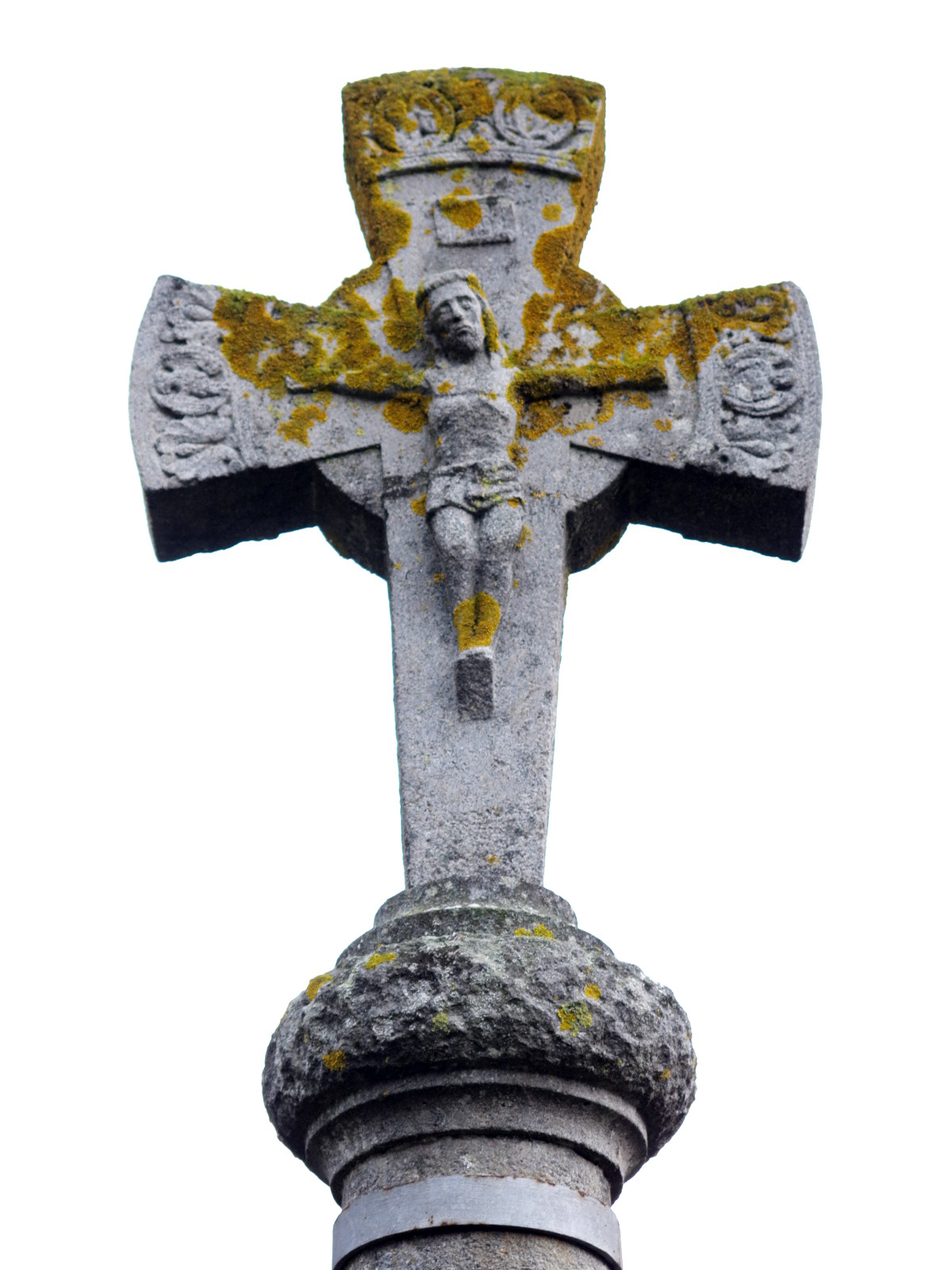
Detall de la creu

## Descripció
Aquesta creu de terme mesura aproximadament 3.20 metres d'alçada. Està formada per una base, amb diferents motllures, un fust cilíndric llis que acaba amb una motllura de bosell, sense capitell, sobre la qual s'hi recolza la creu. A l'anvers de la creu -mirant el camí- hi ha un alt relleu de la verge amb el nen, al centre, i unes sanefes de motius florals, als braços. Al revers -de cara al santuari- hi ha un alt relleu de Crist clavat a la creu, al centre, i uns medallons decorats amb motius vegetals als braços. En una de les motllures de la base hi ha gravada una inscripció: "Família Casacuberta MCMXLV - Christus vincit".

## Història
Aquesta creu de terme està situada al peu del santuari de la Gleva, molt a prop de la Plaça Nova, per on passava el camí ral que anava de Barcelona a Puigcerdà. La data de construcció és incerta, però estaria relacionada amb la troballa de la verge a l'època medieval, segurament malmesa durant la Guerra Civil i refeta al 1945 per Mn. Joan Colom.